# پولیتزی جنروسا
پولیتزی جنروسا (به ایتالیایی: Polizzi Generosa) یک کومونه در ایتالیا است که در استان پالرمو واقع شده‌است. پولیتزی جنروسا ۱۳۴٫۳۳ کیلومتر مربع مساحت و ۳٬۴۷۴ نفر جمعیت دارد و ۹۱۷ متر بالاتر از سطح دریا واقع شده‌است.